# Agoraea nigrotuberculata
Agoraea nigrotuberculata är en fjärilsart som beskrevs av Felix Bryk 1953. Agoraea nigrotuberculata ingår i släktet Agoraea och familjen björnspinnare. Inga underarter finns listade i Catalogue of Life.